# José Ariel Núñez
José Ariel Núñez Portelli (Asunción, 12 settembre 1988) è un calciatore paraguaiano, attaccante del Nacional.

## Carriera
Dopo le esperienze in patria (la più importante con la Club Libertad, il 22 luglio 2013 il giocatore si trasferisce in Spagna all'Osasuna con la formula del prestito con diritto di riscatto.